# 박승하 (1923년)
박승하(朴勝夏)는 예비역 대한민국 육군 중령 출신의 대한민국 前 정치가였던 개신교 신자이다.

## 주요 이력

### 경력
본관은 밀양(密陽), 호(號)는 산남(山南), 창씨명은 히로키 준사이(廣城純才)이다. 경상북도 대구에서 출생하였으며 지난날 한때 경상남도 밀양에서 잠시 유아기를 보낸 적이 있는 그는 후일 보통학교 시절 경상남도 함안 객지에 유학하여 1930년 함안보통학교를 나온 후 1942년 경성제2고보를 거쳐 1945년 2월, 경성공업경영전문학교를 나온 후 1945년 3월에서부터 1946년 12월까지 경기도 김포국민학교 급사로 재직하다가 1946년 12월에 그만두고 1948년 6월, 대한민국 육군사관학교 6기로 임관했지만 1951년 6월 15일, 국민방위군 사건 간접 연루로 인하여 예비역 대한민국 육군 중령 계급으로 강제 예편되었다. 그러나 손원일 국방부 장관과 정일권 육군참모총장 그 둘에게 선처되어 가택연금 조치 처분이 끝나고 난 후 1956년 2월 29일에서부터 1956년 5월 31일까지 국방부 행정관 직책을 지냈으며 그 후 개신교 선교사 등으로 활약하다가 1972년 8월 19일을 기하여 위장병과 저혈압의 합병증으로 인하여 갑자기 병사하였다.

### 학력
- 함안보통학교 졸업
- 경성제2고등보통학교 졸업
- 경성공업경영전문학교 전문학사
- 육군사관학교 6기
- 육군보병학교 졸업
- 육군공병학교 졸업